# Olocausto in Bulgaria

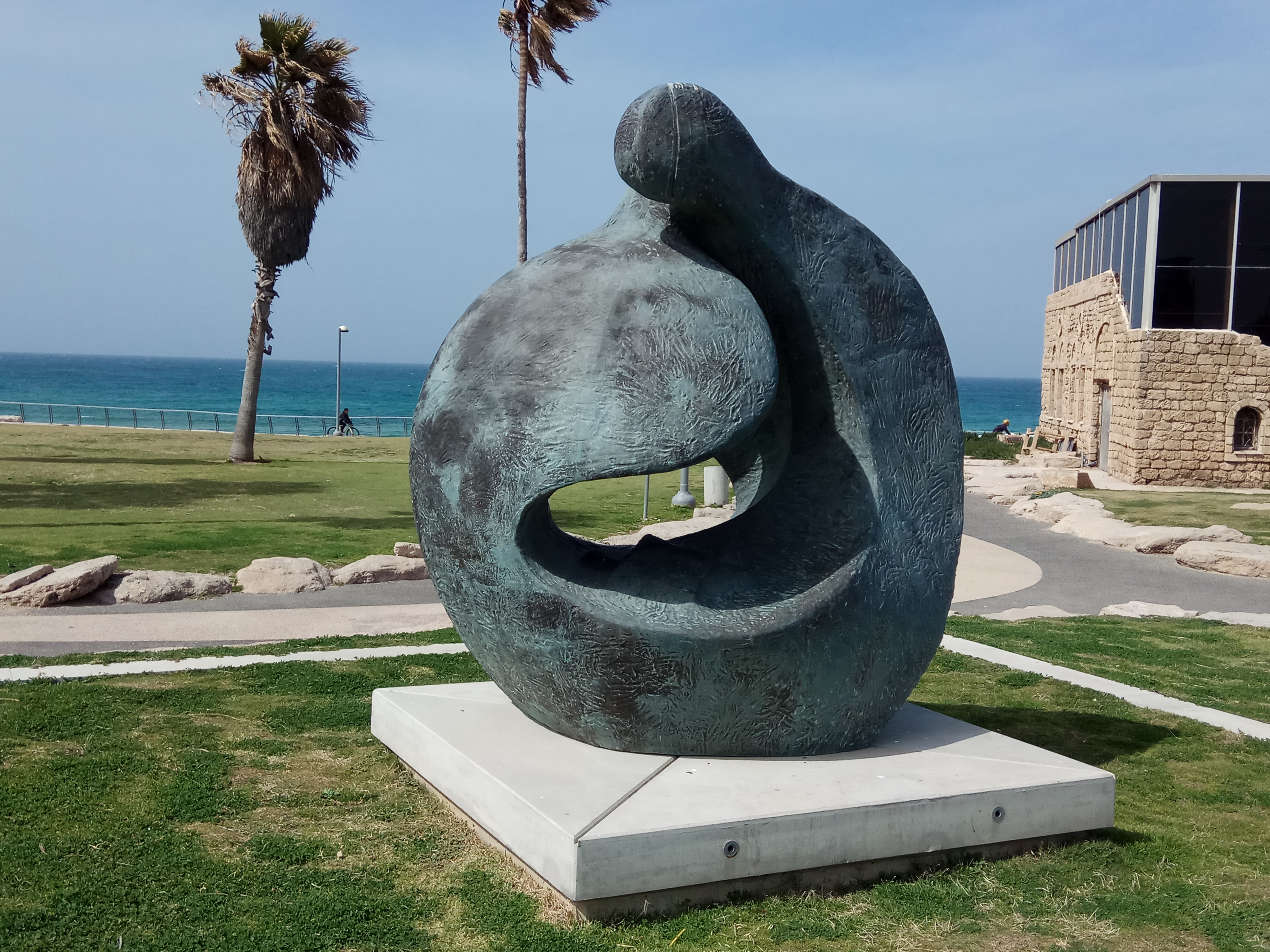
Memoriale al Charles Clore Park di Tel Aviv in memoria del salvataggio degli ebrei in Bulgaria.

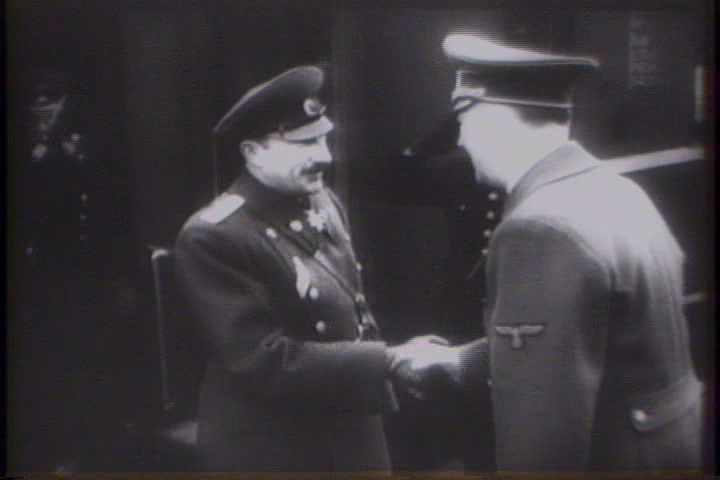
Boris III con Adolf Hitler nel 1941.

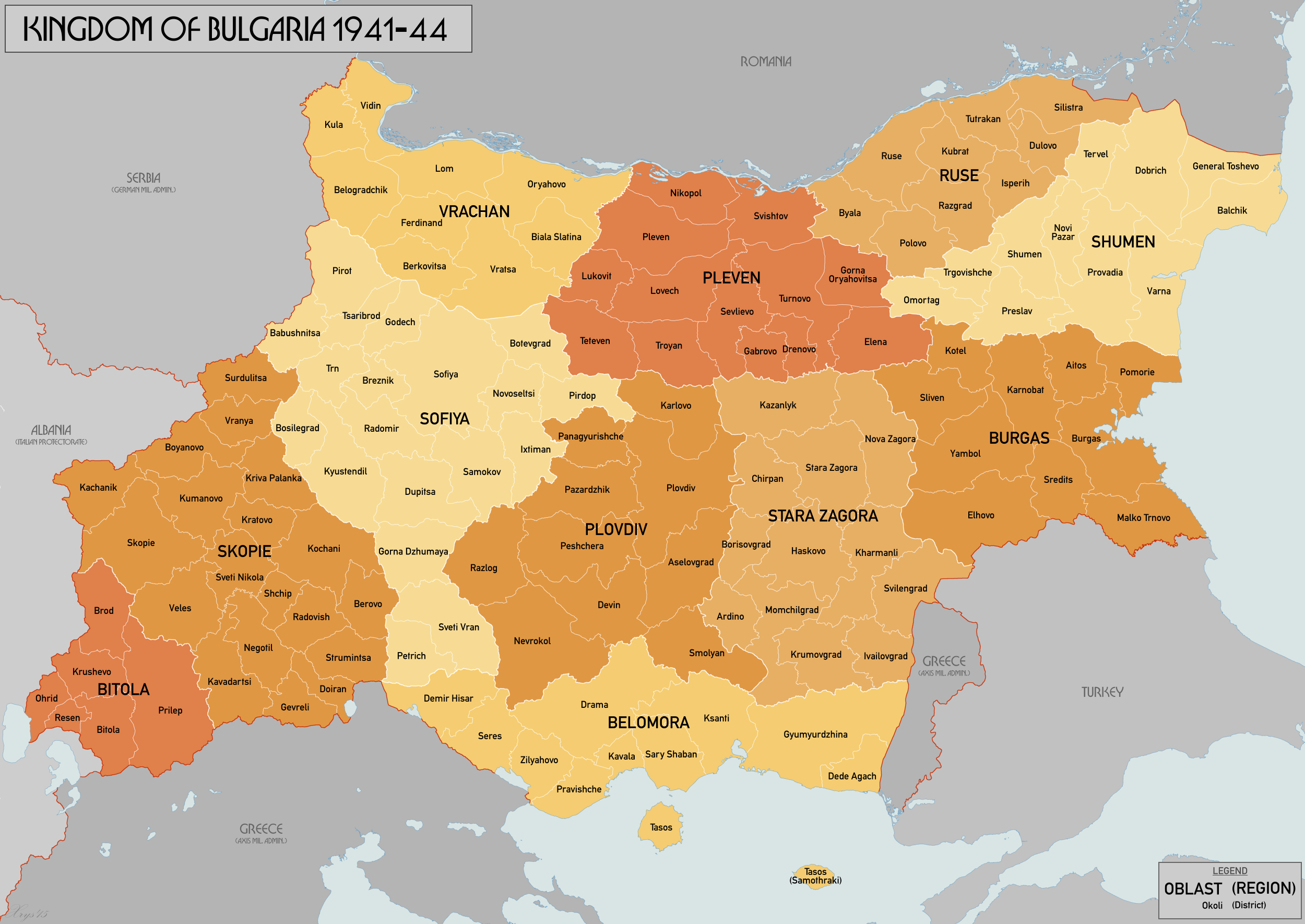
Il Regno di Bulgaria tra il 1941 e il 1944.

L'Olocausto in Bulgaria si riferisce alla persecuzione degli ebrei avvenuta nel periodo 1941-1944 nell'allora Regno di Bulgaria e nelle attuali regioni della Jugoslavia e della Grecia, occupate durante la seconda guerra mondiale, organizzata dal governo dello zar Boris III e del primo ministro Bogdan Filov, allineato al nazismo.
La persecuzione iniziò nel 1941 con l'approvazione della legislazione antiebraica e culminò nel marzo 1943 con l'arresto e la deportazione di 11.343 ebrei dalle regioni occupate nella Grecia settentrionale, nella Macedonia jugoslava e nel distretto di Pirot: furono deportati dalle autorità bulgare e inviati nei campi di sterminio nella Polonia occupata dai tedeschi.
Successivamente fu avviata la deportazione dei 48.000 ebrei bulgari, seppur interrotta in seguito alle manifestazioni di protesta. Dopo essere venuti a conoscenza dei piani imminenti, i membri del parlamento guidati da Dimitar Peshev fecero pressioni sul Ministro degli Interni affinché revocasse l'ordine di espulsione, mentre le proteste pubbliche e gli interventi di personalità di spicco, in particolare dei vescovi della Chiesa ortodossa bulgara Stefan di Sofia e Kiril di Plovdiv, convinsero lo zar prima a fermare temporaneamente la deportazione nel marzo 1943, e due mesi dopo a rinviarla. Dopo la momentanea sospensione, gli ebrei furono deportati internamente nelle campagne, inclusi tutti i 25.743 ebrei di Sofia, e furono confiscati i loro beni; i maschi di età compresa tra 20 e 46 anni furono arruolati nel Corpo dei lavoratori fino al settembre 1944. Gli eventi che impedirono la deportazione nei campi di sterminio di circa 48.000 ebrei nella primavera del 1943 vengono riconosciuti come il "salvataggio degli ebrei bulgari": per questo motivo, il tasso di sopravvivenza della popolazione ebraica in Bulgaria fu uno dei maggiori registrati in Europa.

## Contesto storico
Nel periodo tra le due guerre mondiali la comunità ebraica rappresentava circa lo 0,8% della popolazione bulgara con circa 48.000 persone di cui più della metà viveva nella capitale Sofia: quasi il 90% era nato in Bulgaria di cui il 92% erano cittadini bulgari, il volume totale rappresentato negli affari e nel commercio bulgaro era del 5,17%. La comunità ebraica bulgara intratteneva ottimi rapporti con lo Stato, come dimostrato già nel 1909, quando all'inaugurazione dell'imponente nuova sinagoga di Sofia (la terza più grande d'Europa) partecipò la famiglia reale bulgara.
Gli anni '30 videro il governo bulgaro, sotto la guida dello zar Boris III, diventare sempre più economicamente dipendente dalla Germania nazista mentre cercava di rompere l'isolamento economico internazionale del paese e di contrastare il Patto balcanico firmato da tutti i suoi vicini. Nel 1939 quasi il 70% del traffico commerciale bulgaro si registrava con la Germania. Come la Germania si scrollò di dosso le restrizioni del Trattato di Versailles e recuperò i suoi territori, la Bulgaria cercò allo stesso modo di ripudiare il Trattato di Neuilly e di recuperare i territori persi nella prima guerra mondiale da Grecia, Jugoslavia e Romania. Il successo del recupero della regione della Dobrugia meridionale dalla Romania nel settembre 1940, in seguito all'intervento personale di Hitler, spinse ulteriormente la Bulgaria verso il regime tedesco. Con la Germania pronta a invadere la Grecia e richiedere il transito attraverso la Bulgaria, il paese aderì ufficialmente al Patto Tripartito nel marzo 1941.
L'influenza della Germania nazista negli anni '30 diede impulso alla nascita di numerosi partiti filonazisti, in particolare l'Unione delle Legioni Nazionali Bulgare e l'Unione dei Ratnik: queste organizzazioni diffusero la propaganda antiebraica, opuscoli e i documenti razziali nazisti. Sebbene nessuno di questi partiti ottenne un seguito nazionale significativo (i dirompenti Ratnik furono persino banditi dallo zar nel 1939), diversi politici filonazisti furono nominati in posizioni di rilievo nel 1939 per favorire il rapporto con la Germania nazista: in questa ottica le figure chiave furono il ministro dell'Interno Petăr Gabrovski e il suo protetto Alexander Belev, entrambi virulenti antisemiti che architettarono le leggi antisemite del paese e ne supervisionarono l'attuazione.

## Legislazione antiebraica 1940-1942
Lo scoppio della seconda guerra mondiale intensificò la pressione politica per approvare la legislazione antiebraica. Il sostegno tedesco per il ricongiungimento della Dobrugia meridionale alla Bulgaria nel settembre 1940 si dimostrò il punto di svolta. Entro un mese, l'8 ottobre 1940, il ministro degli interni Petăr Gabrovski presentò il disegno di legge parlamentare per la Legge per la Protezione della Nazione (in bulgaro: Закон за защита на нацията). La legge fu modellata in base alle leggi di Norimberga, per cui Alexander Belevera fu inviato in Germania proprio da Gabrovski. Questa legge vietò la concessione della cittadinanza bulgara agli ebrei, proibì agli ebrei di prestare servizio militare e impose loro di completare il servizio nazionale nel Corpo dei Lavoratori.
Il disegno di legge fu contrastato dall'opposizione parlamentare (comunisti e non comunisti allo stesso modo) in particolare dall'ex primo ministro Nikola Mushanov e dagli ex ministri di gabinetto Dimo Kazasov, Yanko Sakazov e Stoyan Kosturkov. Il disegno di legge fu approvato dai gruppi nazionalisti e di estrema destra come l'Unione filo-nazista delle legioni nazionali bulgare, i Ratnik, i Brannik (una versione bulgara dell'Hitlerjugend della Germania nazista) e altre organizzazioni conservatrici di destra come la Federazione degli ufficiali di riserva, la Federazione dei sergenti e dei soldati di riserva, l'Associazione dei mercanti, l'Unione degli studenti, la Lega della gioventù bulgara e l'Associazione dei farmacisti. Anche Dimitar Peshev, il principale delegato, sostenne il disegno di legge e in seguito svolse un ruolo cruciale nel salvare gli ebrei bulgari dalla deportazione. La legge per la protezione della nazione fu approvata e ricevette il consenso reale nel gennaio 1941. Per tutto il 1941, i membri dei Brannik e degli "insorti" (Chetnitsi) si abbandonarono ad atti casuali di violenza contro gli ebrei.
La legislazione successiva continuò la politica dell'emarginazione. Nel luglio 1941 fu imposta una tassa sul patrimonio una tantum dal 20% al 25% perché gli ebrei mettevano in pericolo l'economia nazionale: gli ebrei in possesso di una proprietà furono costretti a offrirla in vendita al Fondo demaniale, ai bulgari o alle società bulgare a prezzi non superiori al 50% del valore di mercato della proprietà nel 1932. Il Commissariato per gli Affari Ebraici fu fondato nel 1942, con a capo Alexander Belev, istituì ulteriori misure di polizia contro gli ebrei come l'obbligo di indossare le stelle gialle: una misura considerabile come precorritrice della decisione di deportare gli ebrei nei campi di sterminio.

## Deportazioni dai territori occupati
Nell'aprile 1941 le forze tedesche invasero la Grecia e la Jugoslavia passando dalla Bulgaria, occupandole entrambe nel giro di poche settimane. Nell'incontro al vertice del 17 aprile tra il re Boris III, Hitler e il conte Ciano, alla Bulgaria fu assegnata la responsabilità dell'amministrazione della Macedonia orientale greca e della Tracia occidentale, oltre alle province jugoslave della Macedonia del Nord e del Pirot, territori per i quali la Bulgaria aveva combattuto durante la prima guerra mondiale e sperava di riannettere definitivamente. Altro fattore fatale fu l'approvazione della legge per la protezione della nazione, che significò per gli ebrei presenti nelle regioni di nuova acquisizione la negazione della cittadinanza bulgara. Dall'aprile 1941 al settembre-ottobre 1944 le regioni sarebbero state sotto la diretta amministrazione bulgara.
Nel gennaio 1942, la Germania nazista delineò la soluzione finale alla questione ebraica alla conferenza di Wannsee e il nuovo Commissariato per gli affari ebraici iniziò a prepararsi per eseguire il proprio compito in Bulgaria. Belev firmò un accordo segreto con lo SS-Hauptsturmführer Theodor Dannecker il 22 febbraio 1943 per deportare inizialmente 20.000 ebrei, a cominciare dalle regioni greche e jugoslave occupate.
La deportazione di 11.343 ebrei (7.122 dalla Macedonia e 4.221 dalla Tracia) fu organizzata ed eseguita dalle autorità bulgare, con destinazione il campo di sterminio di Treblinka nella Polonia occupata. Gli ebrei della Macedonia orientale greca e della Tracia, della Macedonia jugoslava e del Pirot iniziarono a essere radunati il 4 marzo 1943. Furono trasportati in treno attraverso i campi di transito in Bulgaria a Lom sul Danubio, quindi in barca a Vienna e di nuovo in treno per Treblinka. La ferrovia per il trasporto dei deportati dalla Grecia fu costruita dai lavoratori forzati ebrei bulgari nell'inverno tra la fine del 1942 e l'inizio del 1943. Entro il 15 marzo, furono tutti assassinati a Treblinka tranne una dozzina di ebrei.

## Deportazioni dalla Bulgaria e soccorso agli ebrei

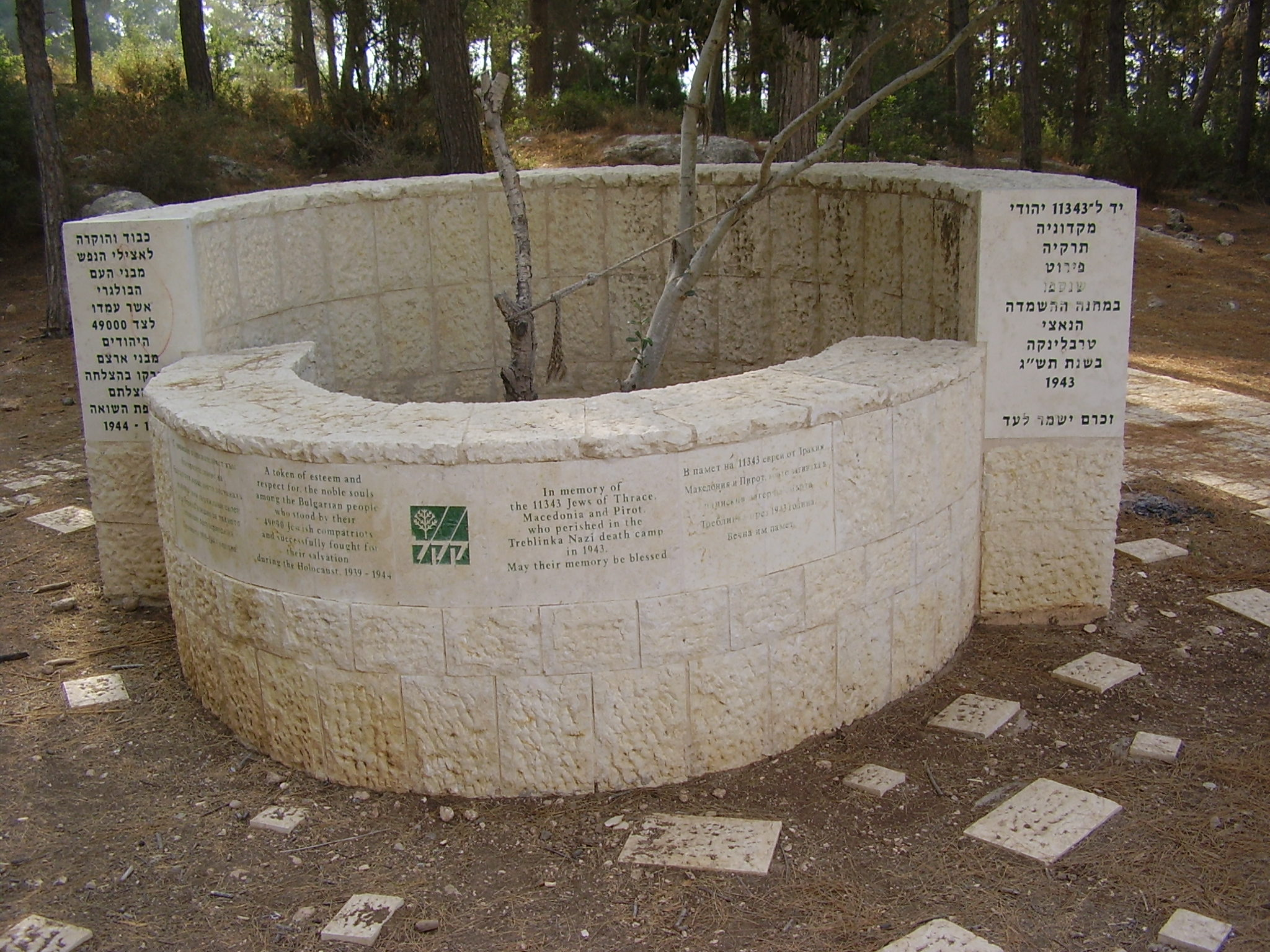
Monumento in onore del popolo bulgaro che ha combattuto per la salvezza degli ebrei bulgari e in memoria degli ebrei di Tracia, Macedonia e del Pirot, assassinati nel campo di sterminio di Treblinka.

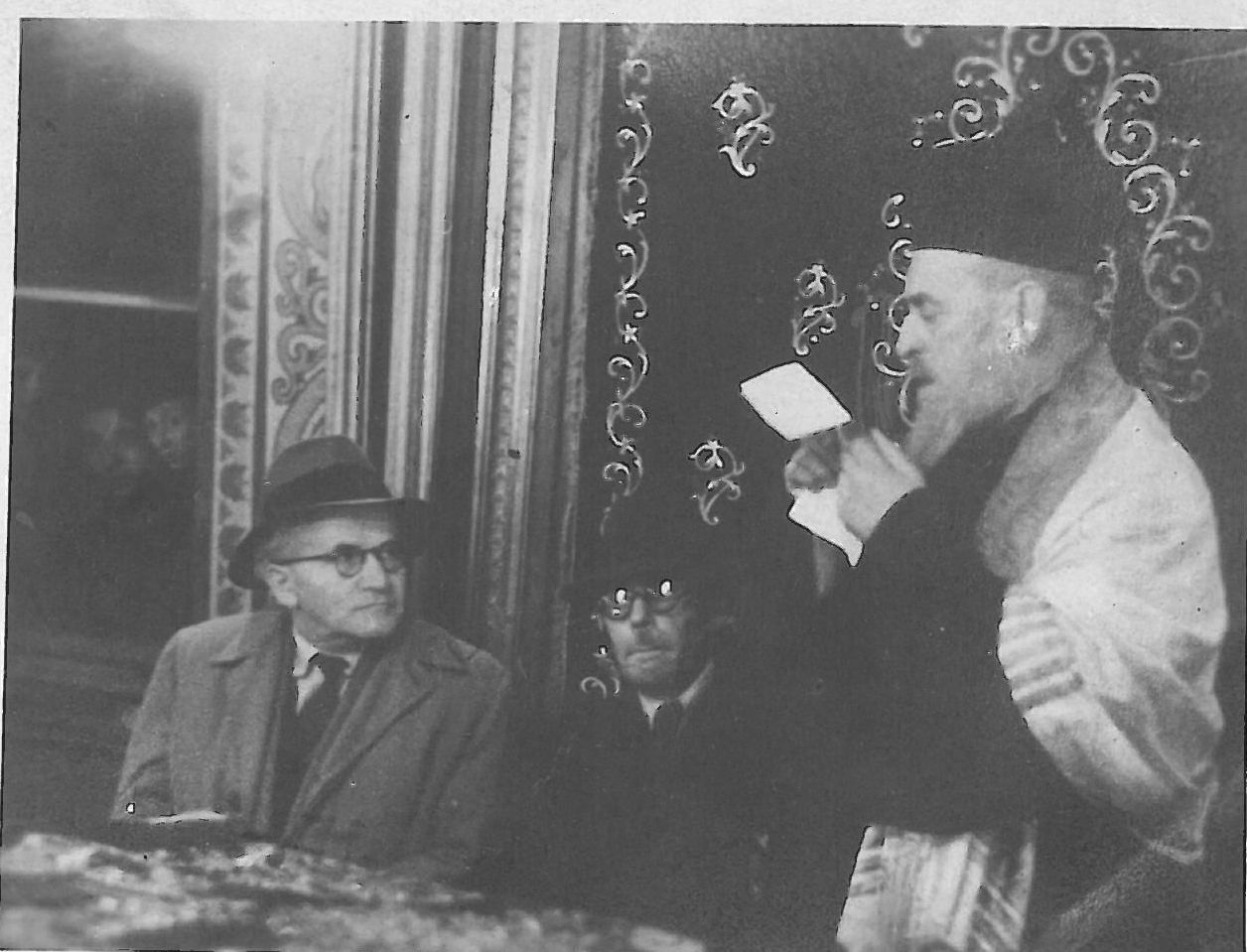
Shmuel Benjamin Bachar, rabbino capo degli ebrei di Plovdiv, ad un ricevimento per David Ben-Gurion durante la visita del dicembre 1944.

L'accordo Belev-Dannecker firmato il 22 febbraio 1943 prevedeva la deportazione di 20.000 ebrei delle "Nuove Terre". Poiché c'erano solo 12.000 ebrei, i restanti 8.000 dovevano essere presi dalla "Vecchia Bulgaria". Le comunità di Kyustendil e Plovdiv furono le prime ad essere prese di mira, seguite da quelle di Dupnitza, Gorna Dzhumaya e Pazardzhik. Il 2 marzo, il Consiglio dei ministri adottò sette decreti concernenti la deportazione degli ebrei, di cui l'ultimo riguardò la deportazione di un massimo di 20.000 ebrei dai "territori appena liberati" in collaborazione con le autorità tedesche. Secondo il piano, le attività iniziarono il 4 marzo in Tracia, il 9 marzo nelle "vecchie terre" e l'11 marzo in Macedonia. L'azione iniziò a Kyustendil, dove gli ebrei locali furono preparati per la deportazione in conformità con l'accordo bulgaro-tedesco. La notizia della loro imminente deportazione trapelò e iniziarono gli sforzi per salvarli.
Il 9 marzo 1943, la delegazione composta da Assen Switchmezov, Petar Mihalev, Ivan Momchilov e Vladimir Kurtev arrivò a Sofia per presentare una petizione al vicepresidente dell'Assemblea nazionale Dimitar Peshev con lo scopo di fermare la deportazione. Quel giorno, Peshev e altri 10 parlamentari si incontrarono due volte con il ministro dell'Interno Petăr Gabrovski, con conseguente revoca dell'ordine di espulsione. Il 17 marzo, Peshev e altri 42 parlamentari presentarono una nuova protesta al primo ministro Bogdan Filov contro la deportazione degli ebrei dalla Bulgaria.
Il 2 maggio 1943, dopo che la Germania aumentò la pressione sulle autorità bulgare, il governo preparò una seconda campagna di deportazione. Questa volta, il piano incluse tutti i 48.000 ebrei bulgari in due piani diversi: il piano A prevedeva l'immediata deportazione di tutti i 48.000 ebrei e il piano B imponeva il trasferimento di tutti gli ebrei da Sofia verso le campagne. Boris III scelse il piano B. L'opinione pubblica bulgara interpretò l'espulsione degli ebrei di Sofia come il primo passo verso la deportazione dal paese. Il 21 maggio 1943 il governo autorizzò il Commissariato per gli affari ebraici a trasferire tutte le "persone di origine ebraica" residenti a Sofia nei villaggi e nelle città rurali bulgare, ad eccezione dei malati contagiosi o degli sposati con "persone di origine non ebraica" (cioè battezzate) prima del 29 luglio 1942.
In tutto il paese, i manifestanti minacciarono di bloccare i treni dell'Olocausto sdraiandosi sui binari della ferrovia: queste proteste videro la partecipazione anche dei semplici cittadini e dei leader religiosi, tra cui il vescovo Kiril di Plovdiv. Boris III fu dissuaso dal continuare le deportazioni e assegnò gli ebrei ai campi di lavoro forzato nel paese, riferendo ad Adolf Eichmann e Adolf Hitler che la Bulgaria necessitasse di queste forze per la costruzione delle ferrovie e per gli altri lavori industriali.
Il 24 maggio fu organizzata una protesta a Sofia contro i trasferimenti da circa un migliaio di ebrei e sostenuta da altri bulgari, compresi i comunisti e il metropolita Stefan di Sofia (che ha condannato la persecuzione del governo degli ebrei in un discorso). La protesta fu dispersa dalla polizia; 120 ebrei furono arrestati e portati nel campo di concentramento di Somovit, e altri attivisti furono sparsi in tutto il paese. Più tardi quel giorno, il metropolita Stefan sostenne gli ebrei davanti al primo ministro Filov e cercò di contattare Boris III (che era lontano da Sofia) tramite il suo capo di gabinetto Pavel Gruev. Nonostante gli sforzi, il commissario Alexander Belev non riuscì a deportare tutti gli ebrei bulgari dal paese. Il 25 maggio, gli ebrei delle città maggiori iniziarono a essere deportati nei campi di lavoro in tutta la Bulgaria. La deportazione degli ebrei da Sofia iniziò il giorno successivo e in 19.153 lasciarono la capitale entro il 7 giugno.
In tutto il paese, gli ebrei deportati furono tenuti nelle case degli ebrei locali o nelle scuole vuote: le loro condizioni di vita furono difficili ma la loro sopravvivenza fu garantita. La deportazione in Polonia non fu né annullata né attuata. Gli storici differiscono su chi dovesse ricevere il merito principale per il salvataggio degli ebrei bulgari: lo zar, la chiesa, i politici che hanno interferito o il popolo bulgaro. La resistenza alla politica antisemita indicò che l'antisemitismo fu estraneo alla società bulgara.
Il 21 maggio 1943 il Consiglio dei ministri votò a favore dell'espulsione degli ebrei da Sofia nelle campagne entro tre giorni. Il metropolita Stefan si offrì di battezzare tutti gli ebrei che cercavano la protezione della chiesa; il Ministero delle Religioni decise che non avrebbe riconosciuto tali battesimi e avrebbe deportato tutti gli ebrei battezzati in quell'anno. Stefan minacciò di rivelarlo a tutti i parroci; in risposta il Ministero dell'Interno ordinò di chiudere tutte le chiese a Sofia. Al rifiuto, il ministero dell'Interno chiese il suo arresto, ma Belev intervenne per impedire che venisse intrapresa un'azione contro di lui. Il 24 maggio, Belev ordinò l'espulsione degli ebrei dalla capitale: 19.000 ebrei di Sofia (secondo altre fonti 25.743) furono deportati in aree rurali e città specifiche. Furono predisposti dei treni speciali e agli ebrei furono assegnate delle partenze specifiche, separando i membri delle famiglie e consentendo di trasportare un massimo di 30 kg di beni per persona; gli averi rimanenti furono venduti a prezzi "abusivamente bassi" o rubati: i proventi finirono ai funzionari bulgari.
Sebbene ci fosse una certa tensione politica e sociale interna per il trattamento degli ebrei, non cambiò la politica del governo nei confronti degli ebrei. Ispirandosi alla terminologia nazista tedesca, il termine bulgaro di "internato" non comparì nei documenti ufficiali, mentre i deportati nelle province vennero indicati con il termine "reinsediamento".
Le espressioni di dissenso crebbero mentre i bulgari protestavano contro la deportazione di qualsiasi ebreo dal suolo bulgaro e il governo bulgaro fu inondato di petizioni promosse da organizzazioni di scrittori, artisti, avvocati e leader religiosi. L'ex diplomatico e avvocato bulgaro, Ivan Dimitrov Strogov, fu tra coloro che presentarono una petizione allo zar Boris III: nella sua lettera ammonì la decisione del governo di deportare gli ebrei bulgari, fu una di quelle che spinse lo zar a comunicare il proprio cambiamento di prospettiva sulla questione. Lo zar fu convinto, dopo un acceso e prolungato dibattito, a ritirare la sua decisione di inviare gli ebrei bulgari oltre confine. Lo sforzo contro la deportazione fu guidato da Dimitar Peshev, vicepresidente della legislatura, mentre i metropoliti Kiril e Stefan guidarono la protesta della comunità religiosa.

### Lavoro forzato
Il servizio di lavoro obbligatorio (trudova povinnost) fu istituito in Bulgaria nel 1920 dal governo radicale di Aleksandar Stamboliyski al posto del servizio militare obbligatorio, proibito dal Trattato di Neuilly-sur-Seine. Tutti i bulgari normodotati, ad eccezione degli esentati e di coloro che prestarono servizio nello Stato per più di tre mesi consecutivi, furono tenuti a prestare servizio regolare (otto mesi al massimo per gli uomini tra i 20 e i 40 anni, quattro mesi per le donne tra i 16 e i 30 anni) o nel servizio temporaneo fino a 21 giorni all'anno. Questo servizio si rivelò efficace nella realizzazione della ricostruzione postbellica attraverso i progetti di costruzione di infrastrutture come strade e ferrovie, nella produzione, nell'agricoltura e nel rimboschimento. Tra il 1921 e il 1936 furono registrati un totale di 313.669 lavoratori (trudovaks) mentre completavano il servizio obbligatorio.
Negli anni '30, quando la Bulgaria seguì la Germania nel ripudiare le limitazioni militari imposte dai trattati di pace di Parigi della prima guerra mondiale, il servizio del lavoro fu militarizzato. Il 1º gennaio 1935 fu rinominato "corpo di lavoro" (trudovi voiski) e la giurisdizione fu trasferita dal Ministero dei Lavori Pubblici al Ministero della Difesa, con l'istituzione dei gradi militari nel 1936. Nel 1938, con la firma del Trattato di Salonicco, la Bulgaria fu in grado di ripristinare il servizio militare obbligatorio, riducendo la coscrizione al corpo di lavoro.
Nel gennaio 1941 entrò in vigore la Legge per la protezione della nazione, che obbligò gli ebrei a svolgere i lavori forzati al posto del servizio militare e sancì che tutti gli ebrei fossero trattati come pericolosi sovversivi. Dal 27 gennaio 1941 tutti gli ebrei furono rimossi dalle forze armate regolari, i coscritti ebrei furono arruolati nel corpo di lavoro in unità di lavoro ebraiche (trudovi druzhini). I riservisti ebrei che avevano già svolto il servizio militare o di lavoro furono assegnati come riservisti del corpo di lavoro.
Dopo che la Bulgaria aderì al Patto Tripartito il 1º marzo 1941, diventò una base per le operazioni militari tedesche contro Jugoslavia e Grecia, incrementando le misure repressive contro gli ebrei. Con ordinanza ministeriale del 29 gennaio 1942 le unità lavorative ebraiche furono subordinate al Servizio di Lavoro Interinale del Ministero dei Lavori Pubblici, privandole dei gradi e dei privilegi militari.
La coscrizione obbligatoria fu applicata dall'agosto 1941: inizialmente furono arruolati gli uomini di età compresa tra 20 e 44 anni, con il limite di età che salì a 45 anni nel luglio 1942 e a 50 un anno dopo. Gli ebrei ai lavori forzati dovettero affrontare delle politiche discriminatorie sempre più severe col passare del tempo, con l'aumento dell'anzianità di servizio e la diminuzione dell'indennità di vitto, riposo e giorni liberi.

#### 1941

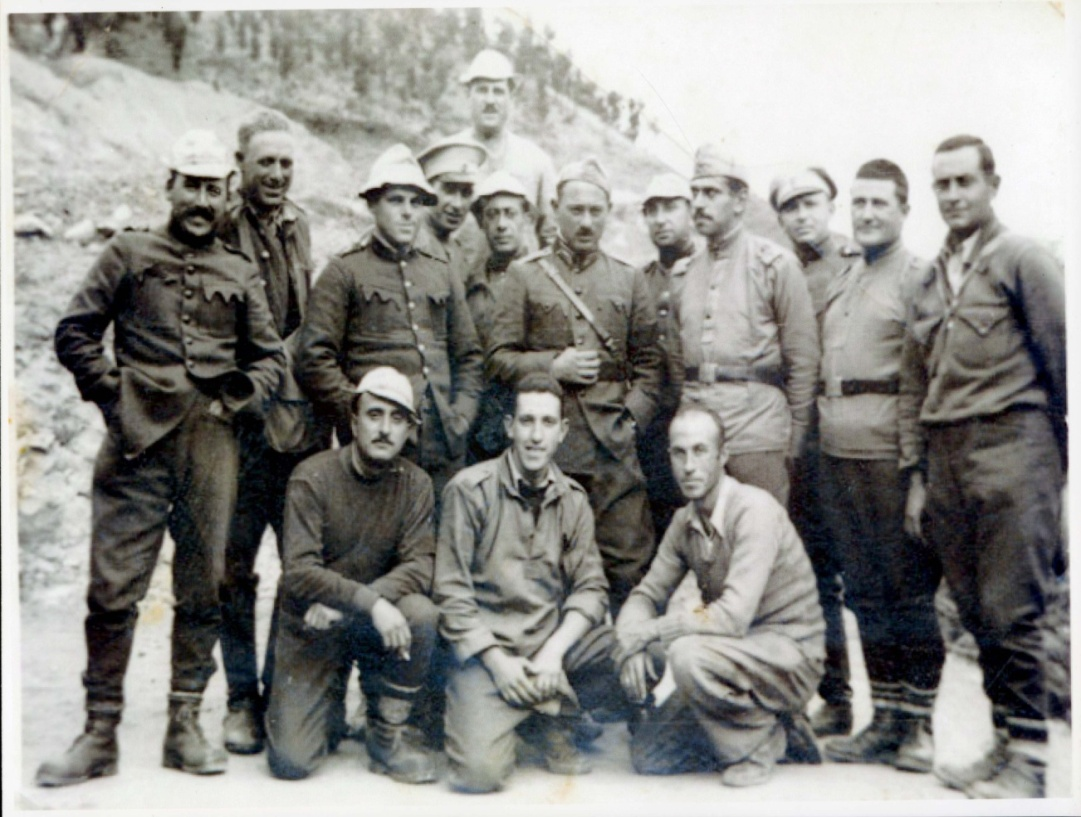
Membri del battaglione del lavoro ebraico prima del 1942.

I primi campi istituiti espressamente per il lavoro forzato ebraico furono aperti nella primavera del 1941, con i coscritti che iniziarono il loro lavoro il 1º maggio. Il dispiegamento doveva durare cinque mesi e la maggior parte fu rilasciata il 1º ottobre mentre altri solo a novembre.
Sotto il comando del generale Anton Stefanov Ganev, le condizioni furono meno dure che nei tre anni successivi: turchi, pomacchi e romaní in età militare furono arruolati e, pur essendo considerati cittadini di seconda classe, per loro il lavoro obbligatorio non rappresentò una servitù penale. I lavoratori non ebbero diritto alle insegne militari, ma ricevettero uniformi e stivali militari oltre alle cure mediche. Inoltre, l'esercito continuò a classificare i giovani ufficiali e sottufficiali ebrei come "riservisti" e consentì l'uso delle uniformi adatte al loro grado di comando sugli ebrei; questa situazione terminò l'anno successivo.
Il limite massimo di età per gli ebrei al lavoro fu molto più alto rispetto ai musulmani e, a differenza dei coscritti musulmani, gli ebrei dovettero continuare a prestare servizio fino a quando non fossero diventati troppo vecchi o inadatti. Gli ebrei furono incaricati di svolgere i lavori di costruzione più pesanti, mentre la pratica regolamentare prevedeva che nei battaglioni di lavoro forzato (druzhina), tutto il personale di servizio (medico, impiegatizio e di segnalazione, insieme a cuochi e inservienti) fosse di etnia bulgara. I lavoratori ebrei continuarono a essere pagati, sebbene i loro salari fossero inferiori a quelli dei bulgari.
Con la Bulgaria non ancora in guerra nel 1941, i lavoratori forzati furono impiegati nei progetti legati alle infrastrutture, come successe già negli anni '30. Ad agosto, su richiesta di Adolf-Heinz Beckerle, ministro plenipotenziario tedesco a Sofia, il Ministero della Guerra cedette il controllo di tutto il lavoro forzato ebraico al ministero degli edifici, delle strade e dei lavori pubblici. Durante tutto l'anno, la propaganda e le notizie sulle vittorie tedesche intensificarono l'antisemitismo in Bulgaria, sia contro i lavoratori che contro le loro famiglie, e fu apertamente invocato un provvedimento di espulsione o di sterminio degli ebrei. Quell'estate, il generale Konstantin Hierl, capo del Reichsarbeitsdienst, visitò la Bulgaria. Il 28 ottobre 1941 giunse un ordine del quartier generale a Sofia dove si vietò ai coscritti ebrei di scattare fotografie considerate "militari", segno che la situazione stava peggiorando, e nel 1942 il trattamento degli ebrei ai lavori forzati divenne molto più duro.

#### 1942

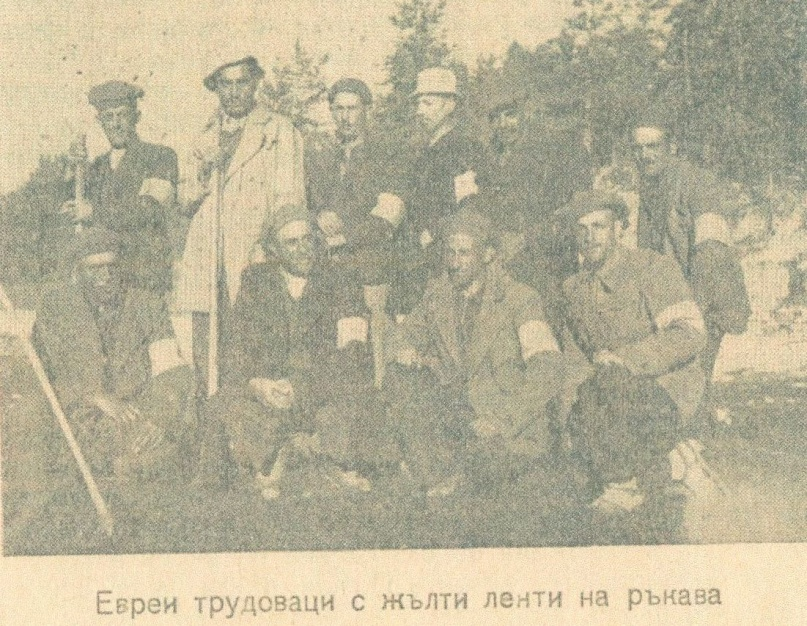
Lavoratori ebrei forzati, non aventi diritto a stivali o uniformi dopo il 1942, che indossavano abiti civili e fasce gialle obbligatorie.

Dal 1942 a tutti gli ebrei fu negato lo status militare, siano essi ufficiali, sottufficiali o di altri gradi. L'amministrazione del lavoro forzato ebraico fu trasferita al Ministero dei Lavori Pubblici (OSPB, Ministerstvo na obshtestvenite sgradi, pŭtishtata i blagoustroistvoto), all'interno del quale fu istituito un nuovo "Ufficio del lavoro temporaneo" (OVTP, Otdel vremenna trudova povinnost), mentre le unità di lavoro forzato composte di ebrei, turchi, serbi etnici e "disoccupati" (cioè rom) furono assegnate ai nuovi battaglioni di lavoro OVTP. La parola "temporaneo" nel nome dell'OVTP presagiva il genocidio pianificato per loro.
Il 29 gennaio 1942 furono annunciati dei nuovi battaglioni di lavoro forzato interamente per ebrei; il loro numero arrivò a ventiquattro entro la fine del 1942. Le unità ebraiche furono separate dalle altre etnie: tre quarti dei battaglioni di lavoratori provenivano dalle minoranze turche, russe e dai residenti nei territori occupati dalla Bulgaria, il resto fu scelto tra i "disoccupati" bulgari.
Fu evitata la terminologia militare: ogni "battaglione" di lavoro (druzhina) fu ribattezzato "distacco" (otryad); le "aziende" furono ribattezzate "gruppi di lavoro" (trudovi grupi), ciascuna divisa in "sezioni" (yadrovi). Ai lavoratori forzati non vennero più forniti stivali o uniformi, dovevano lavorare con abiti civili e scarpe inadatte all'usura e alle condizioni meteorologiche estreme delle paludi e delle montagne; i lavoratori ebrei dovevano inoltre indossare i distintivi gialli. Inoltre, il controllo militare sui battaglioni continuò perché il "doppio obiettivo del governo di motivare in qualche modo gli ebrei a ottenere risultati nei progetti di costruzione, mentre allo stesso tempo li umiliava, li derubava, li picchiava e li denutriva, costituiva un dilemma. Un'entità puramente civile non aveva il potere e i mezzi per risolverlo”.
La struttura di comando della compagnia ebraica del 1941 fu considerata troppo indulgente nei confronti della diserzione verso le famiglie dei coscritti. Dal 1942, i bulgari sostituirono gli ebrei al comando delle unità di lavoro ebraiche: gli ex ufficiali e sottufficiali ebrei furono retrocessi nei ranghi mentre al comando ci fu promosso il Polkovnik Nikola Halachev, con il Polkovnik Ivan Ivanov e il Podpolkovnik Todor Boichev Atanasov come ispettori. Sia Halachev che Atanasov mostrarono un palese antisemitismo. Il 14 luglio 1942, Halachev annunciò nuove restrizioni: inveendo contro la diserzione e il mancato presentarsi al servizio, ordinò che fosse istituito un distaccamento punitivo per lavorare durante l'inverno su una nuova linea ferroviaria verso Sidirokastro, nella Grecia occupata. Nello stesso giorno furono autorizzate la privazione dei materassi o dei cibi caldi, la "dieta a pane e acqua" e il divieto di accesso ai visitatori. Visite, permessi, lettere e pacchi poterono essere negati per tre mesi di seguito, per dieci giorni consecutivi i cibi caldi o il razionamento di pane e acqua, i materassi per venti giorni e le coperte poterono essere negate a tempo indeterminato. La reclusione in prigione doveva essere evitata come punizione e queste misure consentirono di continuare il lavoro senza interruzioni. Una settimana dopo, il 22 luglio, Halachev si scagliò nuovamente contro gli ebrei in un memorandum, castigando la diserzione e la simulazione nelle infermerie; proibì quindi agli ebrei di visitare gli insediamenti vicini ai loro luoghi di lavoro, con il pretesto che avrebbero potuto comunicare utilizzando l'ufficio postale. Il 15 settembre, Halachev vietò ai coscritti ebrei di incontrare le loro mogli e richiese che i pacchi di cibo ricevuti dagli ebrei fossero condivisi tra le unità.
Nell'estate del 1942 fu imposta una nuova tassa per confiscare i beni liquidi della maggior parte degli ebrei, insieme al dovere di tutti gli ebrei di indossare i distintivi gialli. Nell'agosto 1942 fu creato il Commissariato per gli affari ebraici che iniziò a registrare le popolazioni ebraiche del territorio bulgaro, comprese le terre occupate, in preparazione della deportazione organizzata dal commissario Belev. L'OVTP, tuttavia, non fu informato dei piani del Commissariato e continuò a pianificare i suoi orari di costruzione supponendo che la sua forza lavoro ebraica sarebbe stata disponibile per il lavoro nella stagione 1943.

#### 1943
Il 4 febbraio 1943 Belev raccomandò al Consiglio dei ministri di prendere "misure rapide" per garantire che gli uomini ebrei ai lavoratori forzati non scappassero. Il Commissariato per gli affari ebraici pianificò l'uccisione degli ebrei bulgari entro la fine dell'anno. Nel corso del 1943 quasi tutti gli ebrei in Bulgaria furono portati in prigioni, campi o ghetti. Con il progredire della guerra e l'inizio dei rastrellamenti, gli ebrei tentarono numerosi sforzi per fuggire e le punizioni divennero sempre più dure. Halachev fu sostituito al comando del corpo dei lavori forzati dal Polkovnik Tsvetan Mumdzhiev. Sotto il suo comando ci furono gli ispettori Cholakov e Rogozarov.
Mumdzhiev comandò i lavoratori militari nel 1940, durante l'acquisizione della Dobrugia meridionale mentre nel 1941 Rogazarov fu comandante del 1º battaglione laburista ebraico. Alla fine di marzo 1943, alcuni operai ebrei in precedenza medici o farmacisti, furono distaccati presso i distretti militari per evitare la carenza di competenze mediche. La stagione lavorativa obbligatoria per i coscritti iniziò presto, alcuni lavoratori furono convocati già prima della fine di gennaio. Gli ebrei in età di leva nella Macedonia occupata non furono richiamati e rimasero a casa mentre altri si recavano nei luoghi di lavoro. Mumdzhiev a febbraio cercò di sradicare la pratica diffusa di estorcere tangenti ai prigionieri per la concessione del congedo domiciliare.
La divergenza politica tra l'OVTP e il Commissariato per gli affari ebraici crebbe in primavera; Mumdzhiev concesse, in conformità con le procedure standard dell'esercito, un congedo compassionevole a molti lavoratori forzati ebrei, poiché l'incombente espulsione delle loro famiglie dalla Bulgaria costituì un'emergenza. In molti disertarono senza il permesso di vedere le loro famiglie, ma anche i disertori rimasero sotto la giurisdizione dell'OVTP, a differenza di tutti gli altri ebrei bulgari, il Commissariato per gli affari ebraici non ebbe alcun controllo sui lavoratori forzati dell'OVTP (o su quelli in prigione e direttamente sotto il controllo del Ministero dell'Interno), e furono quindi quasi immuni dalle deportazioni organizzate da Belev.
Nella Tracia occupata, gli ebrei greci maschi furono arruolati nel 1943 e le loro famiglie deportate prima in Bulgaria e poi a Treblinka. Mumdzhiev emise i documenti di congedo a tempo indeterminato piuttosto che i documenti di permesso stagionale: in questo modo, alla fine della stagione lavorativa, "diverse dozzine" di ebrei senzatetto furono protette dal Commissariato Ebraico. Gli ebrei costretti a lavorare sulla nuova ferrovia tra Krupnik e Sidirokastro avrebbero lavorato fino al 15 dicembre, anche se Mumdzhiev ordinò che gli ebrei mal equipaggiati potessero smettere il 15 novembre. Gli altri impiegati a Lovech furono licenziati solo all'inizio di dicembre. Non si sa quando o se le istruzioni di Belev sull'aumento della sicurezza nei campi siano state trasmesse all'OVTP, ma sembra che non fossero state attuate.
I lavoratori forzati ebrei disertarono molto più spesso di quelli di altre etnie, poiché la maggior parte delle loro famiglie fu sfrattata dalle proprie case e confinata in campi di transito e ghetti temporanei in attesa della deportazione. Sebbene nel 1944 il pericolo effettivo di deportazione fosse passato, gli ebrei continuarono a temere una deportazione imminente. Nell'inverno 1943-1944, i lavoratori ebrei furono rilasciati dal lavoro nei campi di transito temporaneo e nei ghetti istituiti dal Commissariato per gli affari ebraici, piuttosto che nelle loro case dalle quali la maggior parte delle loro famiglie furono sfrattate all'inizio del 1943.

#### 1944
La guerra volse contro la Germania, e i crescenti successi dei partigiani aggravarono gli attriti tra gli ebrei e i loro sorveglianti bulgari. I tentativi di Mumdzhiev di alleviare le condizioni di vita nei campi di lavoro forzato furono rispettati in modo non uniforme e le disposizioni dei singoli comandanti del campo nei confronti degli ebrei portarono a vari livelli di abusi. Entro l'autunno, l'avvicinarsi dell'Armata Rossa fu il catalizzatore delle diserzioni di massa dai campi di lavoro: entro il 5 settembre le unità ebraica persero il 20% dei lavoratori ed entro il 9 settembre né rimasero meno del 20%, il Feldwebel al comando fece appello alla polizia di Plovdiv per arrestare i disertori.
Lentamente, i lavoratori forzati ebrei tornarono alle loro precedenti città di origine, insieme ai residenti dei ghetti. Il generale al comando degli schieramenti di lavoro forzato, Polkovnik Tsvetan Mumdzhiev, fu un imputato nel processo sull'Olocausto in Bulgaria, ma grazie alle petizioni in suo favore ottenne l'assoluzione.

### Servizio del lavoro
La Legge per la protezione della nazione creò delle incongruenze con altre leggi bulgare, inclusa la legge sulle forze militari. Molti ebrei assegnati all'esercito furono rilasciati dal servizio. Tornarono a casa e si dedicarono liberamente alle loro precedenti attività in tempo di pace. La Direzione per la mobilitazione civile raccomandò in un rapporto che gli ebrei reclutati nell'esercito fossero reindirizzati alla forza lavoro statale, un ramo speciale istituito nel 1920, militarizzato nel 1940 ed esistito fino al 2000.
Fu promulgata un'ordinanza speciale che disciplinò il servizio degli ebrei nell'esercito, stabilendo che sarebbero stati richiamati per un impiego ai sensi della Legge sulle Forze Militari. Furono organizzati in compagnie dove, insieme ai soldati, poterono servire sergenti e ufficiali di origine ebraica. Furono assunti per svolgere il loro regolare servizio di lavoro e quelli chiamati alla formazione ebbero tutti i diritti e i doveri previsti dal Codice del lavoro del 1936. A tal fine, Anton Ganev, emanò un'ordinanza che definì la struttura e la composizione in termini di personale per la formazione e il servizio, nonché i ranghi mobilitati. In un'ordinanza complementare del 18 aprile 1941 sempre Ganev sottolinea che i rapporti con gli ebrei dovessero essere basati su norme legali rigorosamente stabilite. Tenendo presente che la maggior parte degli ebrei reclutati non utilizzò il lavoro fisico, fu loro richiesto di soddisfare almeno il 50% della norma nella prima settimana, il 66% nella seconda, il 75% nella terza e dalla terza per lavorare secondo gli standard stabiliti. I lavoratori ebrei acquisirono tutti gli obblighi e gli stessi diritti dei lavoratori bulgari. Con l'ordinanza del 14 luglio 1941 Ganev ne definì lo stipendio, e con un'altra ordinanza i sergenti e gli ufficiali di origine ebraica ottennero 15 giorni di permesso domiciliare nell'agosto e nel settembre 1941.
Il 29 gennaio 1942 il Ministro della Difesa bulgaro emise una nuova ordinanza secondo la quale il loro servizio militare nella forza lavoro andò sostituito con il servizio di lavoro presso il Ministero degli edifici pubblici, delle strade e dei lavori pubblici: mantenne il meccanismo per coinvolgere gli ebrei bulgari, per proteggerli dall'escalation della loro persecuzione impegnandosi nel sistema della forza lavoro, dando ulteriore flessibilità all'intero sistema di contenere la pressione esterna sulla questione ebraica. Gli ebrei che furono trovati inabili al lavoro furono esonerati. Durante l'autunno e l'inverno i gruppi furono rilasciati e i soldati tornarono alle loro case per tornare a lavorare in primavera.
Nel suo diario il primo ministro Bogdan Filov, dopo l'incontro con lo zar Boris il 13 aprile 1943, annotò:"Abbiamo poi parlato della questione ebraica. Lo zar pensa che dovremmo riunire i normodotati in gruppi di lavoro ed evitare così di inviare gli ebrei in Polonia." Nella sua lettera segreta al consigliere Eberhard von Thadden, l'addetto di polizia Adolf Hoffmann all'ambasciata tedesca a Sofia il 17 maggio 1943 scrisse:"Il governo bulgaro utilizza in modo troppo trasparente il lavoro forzato degli ebrei solo come pretesto contro la nostra desiderata deportazione degli ebrei, il cui scopo è quello di evitarla."

## Ghetti
Tra l'inizio del 1943 e la fine del 1944 quasi tutti gli ebrei bulgari sopravvissuti furono confinati nei ghetti, nei campi di transito, nei campi di lavoro e nelle prigioni. Dopo che le proteste di Dimitar Peshev e di Petar Gabrovski provocarono il rinvio dei piani per lo sterminio, il commissario per gli affari ebraici Alexander Belev elaborò dei nuovi piani affinché le deportazioni degli ebrei fossero completate entro il settembre 1943. La capitale Sofia, sede di metà della popolazione ebraica, rappresentò il problema logistico maggiore, Belev organizzò un'indagine sulle scuole vacanti e sulle residenze ebraiche in tutta la provincia per determinare gli spazi dove poter alloggiare i deportati e dare quindi vita a dei ghetti di transito temporanei prima dell'espulsione definitiva dalla Bulgaria.
Oltre ai campi di transito esistenti a Gorna Dzhumaya e Dupnitsa, ne fu previsto un altro presso il campo di internamento di Somivit, il porto sul Danubio da dove, oltre a Lom, gli ebrei sarebbero stati imbarcati per il trasporto. Belev noleggiò sei piroscafi per il trasporto degli ebrei che aspettavano nei porti del Danubio: le famiglie dovevano essere deportate insieme, ma senza gli uomini in età lavorativa, che furono schierati nei campi di lavoro forzato.
I primi sgomberi avvennero a Sofia e Kazanlak, i cui ebrei deportati furono distribuiti nei ghetti temporanei come previsto. I loro averi furono sequestrati e le proprietà inventariate e vendute all'asta dal Commissariato per gli affari ebraici. Gli ebrei di Sofia furono espulsi a partire dal 24 maggio 1943 e quindi deportati a Berkovitsa, Burgas, Byala Slatina, Dupnitsa, Ferdinand, Gorna Dzhumaya, Haskovo, Karnobat, Kyustendil, Lukovit, Pleven, Razgrad, Ruse, Samokov, Shumen, Troyan, Varna, Vidin e Vratsa. Alcuni furono inviati anche a Stara Zagora, ma poco dopo furono nuovamente espulsi e dispersi altrove per ordine dell'esercito bulgaro che gestì una base e fece opposizione alla presenza degli ebrei in città. Gli alloggi nelle residenze locali furono usati come ghetti aperti, entro il quale gli ebrei furono confinati con specifiche restrizioni. Gli ebrei furono banditi dai servizi pubblici, poterono uscire all'aperto solo per poche ore al giorno senza però lasciare le città loro assegnate e fu anche proibito loro di esercitare qualsiasi tipo di commercio. Agli ebrei fu vietato di vivere insieme ai non ebrei, le "residenze ebraiche" (Evreisko zhilishte) dovettero essere contrassegnate e gli ebrei dovettero distinguersi con l'uso dei distintivi gialli. Il coprifuoco serrato ebbe lo scopo di mantenere gli ebrei concentrati per facilitare il loro sgombero in massa con breve preavviso, ma poiché la ghettizzazione doveva essere temporanea, il Commissariato per gli affari ebraici non formulò a livello centrale delle restrizioni permanenti; invece fu il "delegato" locale del Commissariato, i governi municipali e la polizia i veri responsabili delle varie politiche imposte nelle città. Secondo l'Encyclopedia of Camps and Ghettos, il rinvio delle deportazioni primaverili lasciò la popolazione ebraica «in un limbo, retrocessa a uno status di sottocasta intoccabile, senza un soldo, sradicata e rimossa dal corpo politico, ma non espulsa oltre i confini del paese».
L'autorità di Belev non si estese ai non ebrei e, di conseguenza, non fu in grado di separare completamente le popolazioni ebraiche e non ebraiche sfrattando i non ebrei dai ghetti, cosa che avrebbe provocato l'opposizione, poiché gli ebrei furono alloggiati nei quartieri più antichi ed etnicamente misti, di solito costituiti da case popolari di basso livello. Neanche i poteri del Commissariato consentirono di costruire delle barriere fisiche tra ebrei e non ebrei per creare ghetti chiusi. La parola ghetto (in bulgaro: гето, romanizzato:  geto) non fu usata ufficialmente ma fu invece applicato l'eufemistico "quartiere ebraico" (evreiski kvartal).

## Accoglienza ed eredità

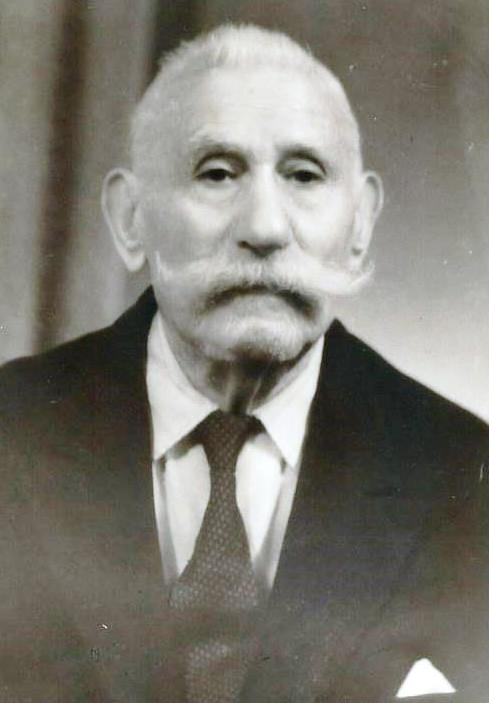
Il centenario Rafael Kamhi fu tra i pochi sopravvissuti dell'Olocausto da Salonicco dopo essere stato salvato dalle autorità bulgare.

Il primo processo in assoluto sull'Olocausto si tenne in Bulgaria all'inizio del 1945. I precedenti processi in tempo di guerra punirono i criminali di guerra e altri, mentre il VII tribunale del popolo "convocato frettolosamente" processò 64 funzionari bulgari per i crimini commessi, nell'applicazione della legge bulgara pro-Asse contro gli ebrei come parte della soluzione finale. Il tribunale fu creato su iniziativa del comitato ebraico del Fronte della Patria.
A differenza dei successivi processi di Norimberga, e nonostante il cambiamento verso un governo a guida comunista, le decisioni della corte si basarono sul preesistente codice penale bulgaro: nonostante questa scelta legittimasse il nuovo Stato, ciò rese difficili i procedimenti giudiziari per la complicità negli stessi omicidi di massa, dato che il regime diede vita al quadro giuridico entro il quale alcuni crimini furono leciti. Invece, i procedimenti giudiziari furono tenuti principalmente per "illeciti accidentali" con condanne difficili da ottenere. In lotta con i sovietici contro i nazisti, l'esercito bulgaro cercò di proteggere i responsabili degli abusi contro i lavoratori forzati ebrei, impegnando gli avvocati nella liquidazione dei beni degli ebrei sfuggiti alla sanzione. La maggior parte dei trasgressori non fu mai incriminata mentre molti degli imputati furono assolti o condannati a sanzioni lievi: furono emesse due condanne a morte, inclusa una contro Alexander Belev, già morto nel 1944 e processato in contumacia.
La Repubblica popolare del dopoguerra, in accordo con i principi comunisti, paragonò la sopravvivenza della maggior parte della popolazione ebraica bulgara in tempo di guerra al salvataggio degli ebrei dalla Danimarca occupata dai nazisti nel 1943. La storiografia ufficiale, controllata dallo Stato, attribuì la sopravvivenza all'azione popolare del popolo bulgaro ispirato dai principi dall'allora Partito Comunista Bulgaro. Il destino degli ebrei in Macedonia e in Tracia fu "semplicemente ignorato", il che significò che "la narrazione poneva la Bulgaria alla pari della Danimarca come nazione di soccorritori, anche superando i paesi scandinavi nella percentuale di ebrei salvati".
Un'opera utile per un confronto è quella di Haim Oliver We Were Saved: How the Jewish in Bulgaria Were Kept from the Death Camps, pubblicato in bulgaro e in inglese nel 1967. La maggior parte degli ebrei bulgari sopravvissuti emigrò subito dopo la guerra, unendosi all'Aliyah globale. Alcuni ebrei che rimasero nel paese furono i comunisti impegnati nel diffondere la storia del "salvataggio" attraverso i vari media, inclusi gli articoli nel volume annuale Godishnik dell'organizzazione ebraica di Sofia, oltre la pubblicazione dell'Accademia bulgara delle scienze nel 1978 intitolata The Struggle of the Bulgarian People for the Defence and Salvation of the Jews in Bulgaria during the Second World War.
Dopo la caduta del comunismo nel 1989, il destino degli ebrei bulgari rimase "una pietra angolare dell'orgoglio nazionale" e "una storiografia inattaccabile a priori". Il dibattito storiografico si concentrò su chi dovesse essere accreditato maggiormente della responsabilità del "salvataggio" dell'inizio del 1943: lo zar, la Chiesa e i legislatori guidati da Dimitar Peshev si unirono tutti ai comunisti tra coloro ai quali veniva attribuita la responsabilità. In reazione al punto di vista promulgato ufficialmente dallo Stato comunista bulgaro, emerse un punto di vista dissenziente secondo cui lo zar Boris non fu antisemita o un convinto simpatizzante nazista e quindi dovrebbe essere accreditato della sopravvivenza degli ebrei.
Binyamin Arditi, un politico israeliano di origine ebraica bulgara e un tempo presidente dell'Organizzazione sionista bulgara prebellica a Sofia, pubblicò The Role of King Boris in the Expulsion of Bulgarian Jewry nel 1952. L'opinione che Boris avesse ordinato le deportazioni fu rimarcata nel primo grande resoconto accademico degli eventi fuori dalla Bulgaria, The Bulgarian Jews and the Final Solution del 1972, di Frederick B. Chary. Anche Crown of Thorns: The Reign of King Boris III of Bulgaria di Stephan Groueff del 1987 e Beyond Hitler's Grasp: The Heroic Rescue of Bulgaria's Jewish del 1998 del politico israeliano Michael Bar-Zohar espressero questo punto di vista. La prospettiva favorevole allo zar fu utile anche a suo figlio Simeone II di Sassonia-Coburgo-Gotha. Durante il suo mandato come Primo Ministro della Bulgaria sotto il nome di Simeon Sakskoburggotsk, una risoluzione del Congresso degli Stati Uniti del 2003 onorò gli sforzi per il salvataggio degli ebrei da parte della Bulgaria.
Al contrario, in Israele nel 2000 sorsero alcune polemiche per il memoriale allo zar Boris allo Yad Vashem di Gerusalemme. Un gruppo di giuristi appositamente convocato concluse che esistevano prove storiche secondo cui Boris approvò personalmente le deportazioni dei suoi sudditi ebrei e quindi il memoriale dello zar fu rimosso. Nel 2008, il presidente bulgaro Georgi Parvanov, in visita in Israele, affermò che la Bulgaria accettò la responsabilità del genocidio degli ebrei deportati sotto la sua giurisdizione, dichiarando:"Quando esprimiamo il giustificato orgoglio per ciò che abbiamo fatto per salvare gli ebrei, non dimentichiamo che allo stesso tempo c'era un regime antisemita in Bulgaria e non ci sottraiamo alla nostra responsabilità per il destino di oltre 11.000 ebrei deportati dalla Tracia e dalla Macedonia nei campi di sterminio".
Il ruolo di Dimitar Peshev, riconosciuto Giusto tra le Nazioni da Yad Vashem, fu sottolineato da Gabriele Nissim, giornalista italiano di origini ebraiche bulgare, nel suo L'uomo che fermò Hitler del 1998. La sua petizione del 17 marzo 1943 fu ispirata dai residenti ebrei nel suo collegio elettorale, che alla fine non furono sterminati con lo stesso calendario degli ebrei al di fuori dei confini della Bulgaria del 1940 come previsto, ma furono comunque deportati da Kyustendil verso i ghetti nelle campagne. Tzvetan Todorov evidenziò il ruolo di Peshev nel 1999 utilizzando gli estratti del diario del dopoguerra di Peshev in La fragilité du bien: le sauvetage des juifs bulgares. Dopo il giudizio emesso nel 2000 in Israele sulla colpevolezza di Boris III per il massacro degli ebrei macedoni e traci, nel 2001 fu pubblicata la traduzione in lingua inglese del libro di Todorov.
Sempre nel 1999, l'opera di Nissim L'uomo che fermò Hitler apparve in traduzione bulgara, pubblicata con l'assistenza dell'Assemblea nazionale bulgara. Successivamente, la commemorazione ufficiale di Peshev si intensificò: seguirono statue, francobolli e altri onorificenze. Nel 2002 fu inaugurata la Casa-Museo Dimitar Peshev a Kyustendil, città natale di Peshev, per commemorarne la vita e le azioni tese ad impedire la deportazione degli ebrei bulgari durante l'Olocausto. Nel 2013, l'incrocio stradale fuori dall'ambasciata bulgara a Washington è stato intitolato "Dimitar Peshev Plaza". A questa scelta si oppose lo United States Holocaust Memorial Museum poichè la legge antisemita per la protezione della nazione fu sostenuta da Peshev nell'invernata 1940-1941.
Nel 2002, il sinodo della Chiesa ortodossa bulgara pubblicò i protocolli (successivamente tradotti in inglese e intitolati The Power of Civil Society in a Time of Genocide: Proceedings of the Holy Synod of the Bulgarian Orthodox Church on the Rescue of the Jews in Bulgaria, 1940-1944) sottolineando il ruolo svolto dai suoi membri nella sopravvivenza degli ebrei bulgari, una prospettiva politicamente meno carica dell'elogio dello zar. I fautori sostengono l'assegnazione di un premio Nobel per la pace alla Chiesa, nonostante la scarsità di prove che le dichiarazioni della Chiesa e dei metropoliti di Sofia e Plovdiv fossero state ascoltate o respinte da Boris.
Il 10 marzo 2016, il 73º anniversario del salvataggio fu commemorato in Bulgaria come Giornata della memoria dell'Olocausto.
A Bourgas è presente un monumento dedicato al salvataggio degli ebrei bulgari dall'Olocausto, inaugurato alla presenza dell'ambasciatore israeliano e di altri dignitari 75 anni dopo gli eventi legati al salvataggio degli ebrei bulgari e alla deportazione degli ebrei dalle aree della Grecia settentrionale e Jugoslavia sotto amministrazione bulgara. Il salvataggio degli ebrei bulgari è stato celebrato da storici bulgari ed ebrei allo stesso modo, come un atto di eroica sfida, mentre altri storici lo descrivono come un episodio "dell'undicesima ora", di cinico opportunismo avvenuto per il desiderio di un trattamento di favore se e quando i nazisti avessero perso la guerra, rilevando il destino molto meno roseo degli ebrei in Macedonia e Tracia, mentre altri ancora prendono una posizione intermedia.

## Nella cultura di massa
Nel 2012, The Third Half, un film macedone-ceco-serbo, è stato selezionato per l'Oscar come migliore lingua straniera all'85° Academy Awards ma non raggiunse la nomination: racconta la deportazione degli ebrei dalla Macedonia jugoslava attraverso la storia reale di Neta Koen, una sopravvissuta all'Olocausto.